# 格倫農 (密蘇里州)
格倫農（英語：Glennon）是位於美國密蘇里州波林格縣的非建制地區。

## 歷史
格倫農的郵局於1926年設立，其後於1953年停運。

## 地理
格倫農所處的海拔為高於海平面165米（即541英呎），而該地所採用的時區為UTC-6，即北美中部時區（CST）。同時該地設有夏令時間，為UTC-6調快一小時，即UTC-5（CDT）。